# 1939 na política

## Eventos

### Janeiro
- 7 de Janeiro - Kiichiro Hiranoma assume o cargo de primeiro-ministro do Japão.
- 6 de Janeiro - Os EUA iniciam aproximação com o Brasil. O governo americano convida o chanceler brasileiro Osvaldo Aranha para uma entrevista pessoal com o presidente dos EUA, Franklin Delano Roosevelt.
- 26 de janeiro - Guerra Civil Espanhola - As tropas nacionalistas da Espanha, ajudados pela Itália, capturam Barcelona.

### Fevereiro
- 9 de Fevereiro - Osvaldo Aranha, chanceler do Brasil, desembarca em Nova York, nos EUA, para uma entrevista com o presidente americano Franklin Delano Roosevelt.
- 27 de Fevereiro - França e Grã-Bretanha reconhecem o governo de Francisco Franco na Espanha.

### Março
- 15 de Março - A Alemanha Nazi invade os territórios checoeslovacos da Boêmia e Morávia.
- 16 de Março - Adolf Hitler proclama que "a Checoslováquia deixou de existir".
- 28 de Março - As tropas de Francisco Franco conquistam Madrid, pondo fim à Guerra Civil Espanhola.

### Abril
- 7 de abril - A Itália invade a Albânia.

### Agosto
- 23 de Agosto - A Alemanha nazista e a URSS assinam um pacto de não agressão - o Pacto Ribbentrop-Molotov.
- 24 de Agosto - o presidente dos EUA, Franklin Delano Roosevelt e o Papa Pio XII fazem um apelo à paz na Europa.
- 24 de Agosto - Segunda Guerra Mundial: Governo francês convoca 360 mil reservistas.
- 25 de Agosto - Polônia e Grã-Bretanha assinam um pacto de mútua cooperação militar.

### Setembro
- 1 de Setembro - A Alemanha Nazista invade a Polónia, dando início à Segunda Guerra Mundial na Europa.
- 3 de Setembro - Inglaterra, França, Austrália, Índia e Nova Zelândia declaram guerra à Alemanha Nazi. O Brasil se declara neutro.
- 5 de Setembro - Os EUA se declaram país neutro.
- 10 de Setembro - O Canadá declara guerra à a Alemanha Nazi.
- 13 de Setembro - O primeiro-ministro francês, Edouard Daladier, realiza a primeira reunião dos seu gabinete de guerra.
- 17 de Setembro - O URSS invade e ocupa o leste da Polônia.
- 23 de Setembro a 3 de outubro - I Reunião de Consulta dos Ministros das Relações Exteriores das Américas, na cidade do Panamá.
- 27 de Setembro - As tropas nazistas tomam Varsóvia, capital da Polônia e o governo polonês capitula.
- 28 de Setembro - Os ministros Ribbentrop (da Alemanha) e Molotov (da URSS) se encontram para discutir a partilha da Polônia.
- 29 de setembro - Na batalha de itpuam na Índia morreram 19 mil pessoas.

### Outubro
- 8 de Outubro - Segunda Guerra Mundial: Alemanha Nazista anexa Polônia Ocidental.
- 14 de Outubro -  o couraçado britânico Royal Oak (Arca Real), símbolo do poder da marinha britânica, é afundado por um submarino alemão dentro da base naval de Scapa Flow, nas Órcades (Ilhas Orkney em inglês) na costa da Escócia.
- 25 de Outubro - Segunda Guerra Mundial: Primeiro voo ao serviço da RAF do bombardeiro britânico Handley-Page Halifax.

### Novembro
- 8 de Novembro - Atentado contra Hitler na taberna Bürgerbräukeller em Munique.
- 25 de Novembro - Segunda Guerra Mundial: Embarcações alemãs libertam minas ao largo da costa sudoeste da Suécia, dentro do limite das suas águas territoriais. Os governos italiano, sueco, japonês e dinamarquês protestam junto do ministério dos Negócios Estrangeiros britânico a propósito da política de represálias decidida na sequência da libertação de minas alemãs nas costas britânicas.
- 26 de Novembro - Segunda Guerra Mundial: Primeiro discurso radiodifundido da guerra de primeiro-ministro inglês. Chamberlain declara que os britânicos conhecem doravante o segredo das minas magnéticas alemãs e denuncia a largada de minas pelos Alemães.
- 26 de Novembro - Guerra de Inverno: Tiros de artilharia são disparados sobre a aldeia de Mainila, junto à fronteira finlandesa, matando 4 soldados soviéticos.
- 26 de Novembro - A Finlândia recusa proposta da URSS de estabelecer bases militares em seu território.
- 29 de Novembro - Aviões soviéticos bombardeiam Helsinque, capital da Finlândia.
- 30 de Novembro - A URSS invade a Finlândia. A chamada Guerra de Inverno termina em  12 de Março de 1940, com a rendição da Finlândia e 68 mil mortos.

### Dezembro
- 13 de Dezembro - Batalha do Rio da Prata, o cruzador pesado alemão, Admiral Graf Spee, enfrenta 3 cruzadores britânicos, no litoral do Uruguai.
- 14 de Dezembro - a URSS é expulsa da Liga das Nações por sua agressão à Finlândia.
- 17 de Dezembro - o cruzador pesado alemão Admiral Graf Spee é afundado por sua tripulação, após deixar o porto de Montevidéu.
- Francisco Franco substitui Juan Negrín López como presidente do governo de Espanha e Manuel Azaña Díaz como chefe de estado.

## Nascimentos
| Data           | Nome                          | Profissão | Nacionalidade           | Observações | Ref   |
| -------------- | ----------------------------- | --- | ----------------------- | ----------- | ----- |
| 22 de janeiro  | Alfredo Palacio               | presidente do Equador de 2005 a 2007                                                                                       | Equador                 |             |       |
| 15 de abril    | Jaime Paz Zamora              | padre, filósofo, político e presidente da Bolívia de 1989 a 1993                                                           | Bolívia                 |             | [ 1 ] |
| 27 de abril    | João Bernardo Vieira          | presidente da Guiné-Bissau de 1980 a 1984, de 1984 a 1999 e de 2005 a 2009                                                 | Portugal (Guiné-Bissau) | m. 2009     |       |
| 7 de julho     | António Ribeiro Cristóvão     | jornalista e político | Portugal                |             | .     |
| 15 de julho    | Aníbal Cavaco Silva           | primeiro-ministro de Portugal de 1985 a 1995 e presidente da República Portuguesa de 2006 a 2011 e desde 2011 (2º mandato) | Portugal                |             |       |
| 15 de julho    | Ali Khamenei                  | presidente do Irão de 1981 a 1989 e Guia Supremo do Irão desde 1989                                                        | Irão                    |             |       |
| 2 de setembro  | Jack Lang                     | político | França                  |             |       |
| 13 de setembro | Guntis Ulmanis                | presidente da Letónia de 1993 a 1999                                                                                       | Letônia                 |             |       |
| 18 de setembro | Jorge Sampaio                 | presidente da República Portuguesa de 1996 a 2006                                                                          | Portugal                |             |       |
| 22 de outubro  | Joaquim Chissano              | presidente de Moçambique de 1986 a 2005                                                                                    | Portugal (Moçambique)   |             |       |
| 1 de novembro  | Bernard Kouchner              | médico, político e co-fundador de Médicos Sem Fronteiras                                                                   | França                  |             |       |
| 25 de dezembro | Rui Pena                      | político | Portugal                |             |       |
| ??             | Francisco Luís Murteira Nabo  | político e economista | Portugal                |             |       |
| ??             | José Constantino Nalda García | político | Espanha                 |             |       |

## Mortes
| Data           | Nome                       | Profissão                                    | Nacionalidade  | Observações | Ref |
| -------------- | -------------------------- | -------------------------------------------- | -------------- | ----------- | --- |
| 29 de março    | Gerardo Machado            | presidente de Cuba de 1925 a 1933            | Espanha (Cuba) | n. 1871     |     |
| 12 de agosto   | Eulalio Gutiérrez          | presidente interino do México de 1914 a 1915 | México         | n. 1881     |     |
| 23 de agosto   | Germán Busch Becerra       | presidente da Bolívia de 1937 a 1939         | Bolívia        | n. 1904     |     |
| 12 de setembro | Eliodoro Villazón Montaño  | presidente da Bolívia de 1909 a 1913         | Bolívia        | n. 1848     |     |
| 23 de setembro | Francisco León de la Barra | presidente interino do México em 1911        | México         | n. 1863     |     |
| 15 de outubro  | Robert Haab                | político, membro do Conselho Federal Suíço   | Suíça          | n 1865      |     |
| ??             | Nikólaos Triantafillákos   | político                                     | Grécia         | n. 1855     |     |
| ??             | José Gutiérrez Guerra      | presidente da Bolívia de 1917 a 1920         | Bolívia        | n. 1869     |     |